# Crithagra citrinipectus
Crithagra citrinipectus е вид птица от семейство Чинкови (Fringillidae).

## Разпространение
Видът е разпространен в Замбия, Зимбабве, Малави, Мозамбик и Южна Африка.